# Serieåret 1935

## Händelser

### Februari
- Februari - National Periodical Publications börjar publicera New Fun Comics, som innehåller nya karaktärer och historier.

### Okänt datum
- Kalle Anka blir dagspresserie i USA.[1]

## Födda
- 27 november - Özcan Eralp (död 2019), turkisk serieskapare.
- 21 december - Jidéhem (död 2017), belgisk serieskapare.

### Fotnoter
1. ↑  Swecomics